# Ngluwar (plaats)
Ngluwar is een bestuurslaag in het regentschap Magelang van de provincie Midden-Java, Indonesië. Ngluwar telt 4957 inwoners (volkstelling 2010).